# Жилінський край
Жи́лінський край (словац. Žilinský kraj) — адміністративна одиниця (словац. správny celok) та один з восьми країв Словаччини з адміністративним центром у м. Жиліна. Розташований в північній частині центральної Словаччини.

## Географія
Жилінський край розташований у північній Словаччині і має площу 6 808,4 км², населення 698 274 (2010). Регіон межує з Пряшівським краєм на сході, Банськобистрицьким краєм на півдні, Тренчинським краєм на південному заході і заході, з Чехією, саме Злінський край і Мораво-Сілезький край на північно-заході, а також на півночі і північний сході з Польщею, а саме Сілезьке воєводство і Малопольське воєводство.
Загалом Жилінський край вважається гірським регіоном, що приналежний до Західних Карпат. Найвідоміші з гірських хребтів: Яворники (Javorníky), Мала Фатра (Malá Fatra) і Велика Фатра (Veľká Fatra) на заході краю, Оравська Магура (Oravská Magura), Хоцькі гори (Chočské vrchy), Низькі Татри (Nízke Tatry) і Західні Татри (Západné Tatry) на сході краю; також Крупінська полонина і Кисуцька Верховина. Уся територія відноситься до басейну річки Ваг з її лівими притоками Турець (Turiec) і Райчанка (Rajčanka) та правими притоками Бела (Belá), Орава (Orava) і Кісуца (Kysuca). Найвища вершина, гора Бистра (2 248 м), одночасно є найвищою вершиною Західних Татр.

## Адміністративний поділ
Жилінський край складається з 11 округів, які згруповані, в свою чергу, в 4 історичні області- «жупи». Загалом в краю налічується 333 населених пунктів, в тому числі 18 міст-містечок: Битча, Врутки, Долни Кубін (Дольни Кубін, Дольний Кубін), Жиліна, Кисуцке Нове Место (Кисуцьке Нове Место), Красно-над-Кисуцоу, Ліптовски Градок (Ліптовський Градок), Ліптовски Мікулаш (Ліптовський Мікулаш), Мартін, Наместово, Раєц, Раєцке Тепліце, Ружомберок, Тврдошін, Трстена, Турзовка, Турчянське Тепліце (Турчянське Тепліце, Турчіанське Тепліце), Чадця.

### Окреси (округи) краю
- Окрес Битча (Okres Bytča)
- Окрес Дольни Кубін (Okres Dolný Kubín)
- Окрес Жиліна (Okres Žilina)
- Окрес Кисуцьке Нове Место (Okres Kysucké Nové Mesto)
- Окрес Ліптовський Мікулаш (Okres Liptovský Mikuláš)
- Окрес Мартін (Okres Martin)
- Окрес Наместово (Okres Námestovo)
- Окрес Ружомберок (Okres Ružomberok)
- Окрес Тврдошін (Okres Tvrdošín)
- Окрес Турчянське Тепліце (Okres Turčianske Teplice)
- Окрес Чадця (Okres Čadca)

### Обец (села) краю
Села (населені пункти) найменуються «обец». Обец виступають як найменші самоуправні територіальні одиниці з своїми старостами.

### Історичні області
- Кисуце (Kysuce župan)
- Ліптов (Liptov župan)
- Орава (Orava župan)
- Турець (Turiec župan)

## Демографія
Населення краю налічує 698 274 осіб станом на 31.12.2010, що становить 102,6 осіб/км². Розподіляється населення приблизно на половину — міське та окресове (сільське).
| Рік:            | 1994.   | 2004.   | 2014.   | 2024.   |
| --------------- | ------- | ------- | ------- | ------- |
| Кількість осіб: | 682 983 | 694 129 | 690 449 | 686 063 |
| Різниця:        |         | +1,63 % | -0,53 % | -0,63 % |

| Рік:            | 2023.   | 2024.   |
| --------------- | ------- | ------- |
| Кількість осіб: | 687 174 | 686 063 |
| Різниця:        |         | -0,16 % |

Національний склад вважається моноетнічним, загалом офіційні дані дають 97,5% словаків та лише 2,5% інших національностей. Тоді як ще в середині 20 століття етнічна картина була набагато пістрявішою — оскільки по записам ще мадярським словацьке населення становило від 40% до 50%, решту становили різні національні групи — німці, євреї, угорці, українці-русини (лемки), поляки, чехи, моравці, роми. Але за соціалістичних часів Словаччини, при підтримці урядових кіл була проведена часткова пан-словаччина, тобто, значну частину населення було записано в етнічному складі до словаків, особливо це стосувалося близьких етнічно слов'янських етносів — лемків та русинів (українців), поляків, а також угорців. На сучасному етапі це чітко відображає міжконфесійна картина краю — де на тлі словаків римо-католиків залишається значна частина — до 10% греко-католиків (вихідців українців - лемків та русинів), лютерани теж до 10% (колишні німці та австрійці), близько 5% православних (також етнічні русини та лемки), а ще близько 10% атеїстів (здебільшого це містяни; та ще й етнічних ромів відносять до категорії атеїстів).

## Історія
До X століття територія Жилінського краю належала Великій Моравії, а опісля розпаду королівства в 907 році, ця земля підпадала під впливи різних сусідніх племінних угруповань і лише з середини 12 століття місцеві жупани підпали під вплив угорський, а згодом, з 16 століття і аж до 20 століття воно стало скаладовою частиною Королівства Угорщини. Тому ця територія доволі часто піддавалася всім етно-політичним процесам, що відбувалися на території тодішньої угорської корони, так у 13 столітті тут було побудовані численні замки-залоги для захисту від монгольських навал Гричов, Поважськи, Кошецьки, Летава (Словаччина), Стречно (Hričov , Považský , Košecký , Lietavský , Strečniansky). У 16 столітті багато мешканців цього віддаленого краю відчули утиски від турецької окупації. Загалом цей край, будучи значно віддаленим від головних торгових шляхів та скупчення племінних поселень у своєму розвитку був доволі відсталим, на відміну від поселень Придунав'я і лише з приходом наприкінці 19-го століття сюди залізниці, прокладеній по долині річки Ваг, почався значний економічний ріст цього багатого на природні та економічні ресурси краю. А вже з середини 20 століття цей край став значним промисловим регіоном Словаччини.